# Angrapa
De Angrapa (Russisch: Анграпа; Pools: Węgorapa; Duits: Angerapp) is een rivier in het noordoosten van Polen en in de Russische oblast Kaliningrad. De rivier heeft haar bronnen in Mazurië, verlaat bij Węgorzewo het Mamrymeer, stroomt door het district Ozjorski en verenigt zich bij Tsjernjachovsk met de Instroetsj om de rivier de Pregolja te vormen. De Angrapa heeft een lengte van 172 kilometer, waarvan 120 kilometer door Rusland loopt.
De Russische naam Angrapa is afgeleid van de Duitse naam Angerapp, waaraan een Oudpruisische riviernaam ten grondslag ligt: deze betekent palingrivier (anguris = "paling", app (apis) = "rivier").
Aan de rivier ligt de Russische stad Ozjorsk.